# Kenshō
Kenshō (見性?) è un termine giapponese della tradizione Zen, composto dai caratteri Ken che significa "vedere", e shō con cui si intende "essenza", "Natura di Buddha".
Il Kensho è una prima intuizione del risveglio, di percezione della Vacuità che è l'obiettivo della pratica Zen, propedeutica e non coincidente con l'illuminazione totale.
Dev'essere seguita, perché possa portare frutto nella pratica, da un addestramento ulteriore per approfondire questa prima visione ed imparare ad esprimerne la consapevolezza nella vita quotidiana.

## Terminologia
Il termine Kensho spesso viene alternato con il termine satori, derivato dal verbo satoru che significa "realizzazione, comprensione". Secondo Fischer-Schreiber, kenshō e satori sono grossomodo sinonimi; viene però distinto kenshō per intendere una realizzazione iniziale che deve essere approfondita, e satori per intendere la realizzazione della Natura di Buddha di un risvegliato o di un patriarca.
La tradizione buddista giapponese mantiene una ricchezza di termini riferibili ad "illuminazione": risveglio (kaku), vero risveglio (shōgaku), perfetto risveglio, liberazione (gedatsu), confermazione (shō), Grande Morte (daishi), illuminazione solitaria (mushi dokugo), piena penetrazione della Natura di Buddha (taigo tettei), e completo perfetto risveglio (anokutara sanmyaku sanbodai). Viene usato anche il termine Daigo.
Il termine cinese corrispondente a kensho è jianxing (见性), composto dai caratteri: jian 見 "vedere, osservare, percepire" e xing 性 "natura originaria".
A loro volta, i monaci buddisti che compilarono le traduzioni cinesi dei sutra dovettero affrontare numerose complicazioni linguistiche: scelsero infatti il termine jian (見) per tradurre il vocabolo sanscrito dṛś (दृश्), che significa "vedere, osservare" e il concetto buddista di "visione", "saggezza", e il termine xing 性 o zixing 自性 "propria natura" per il sanscrito svabhāva स्वभाव "natura intrinseca, vera natura".
Quindi,jianxing era la traduzione per dṛṣṭi-svabhāva: la visione della propria natura autentica.
Il primo riferimento al termine jianxing si può trovare nel Sutra della Piattaforma cinese, risalente al VII secolo d.C.
Le traduzioni successive furono le seguenti:
- kenshō 見性 or ケンショウ in giapponese,
- kyŏnsŏng 견성 in coreano,
- kiến tính in vietnamita.

### Definizioni ad opera di praticanti Zen
Alcuni studiosi buddisti hanno definito in questo modo l'esperienza del kensho:
- Daisetsu Teitarō Suzuki: "Vedere nella propria natura o l'apertura del satori",[14] "Quell'acquisizione di un nuovo punto di vista sul nostro rapporto con la vita e il mondo è chiamata "satori" dagli studenti giapponesi. È davvero un altro termine per definire l'illuminazione".[15]
- Dumoulin (1988/2005): "L'illuminazione è descritta qui come un'intuizione di una natura intima in unione con tutta la realtà in un presente eterno, come una visione che rimuove tutte le distinzioni. Quest'illuminazione è il fulcro e l'obiettivo della via dello Zen. Hakuin preferisce il termine "vedere nella natura dell'uno" che per lui intende la realtà assoluta, nonostante Natura di Buddha, Dharmakaya, la saggezza intuitiva, (prajna), e la vacuità (sunyata), il volto originario e altre espressioni della tavolozza variopinta del vocabolario Mahayana erano tutti termini a lui famigliari, appresi dal suo studio costante dei sutra e della letteratura Zen".[16]
- Peter Harvey (1990): "È una salvifica realizzazione di che cosa sia la natura intima di una persona, la mente originaria è direttamente conosciuta come una vacuità illuminante, una quiddità dinamica e immanente nel mondo".[17]

## Nozioni ulteriori
Il termine kenshō fa riferimento alla realizzazione della non-dualità del soggetto e dell'oggetto ma il termine può essere applicato anche ad altri contesti.
Il kenshō non rappresenta solo una singola esperienza, ma talvolta rimanda ad una serie completa di realizzazioni dallo sguardo superficiale di un principiante sulla natura della mente fino alla visione del vuoto equivalente alla Bhumi o alla natura di Buddha stessa. In tutti questi casi, viene realizzata la stessa esperienza, ma in diversi gradi di chiarezza e di profondità.

## Intuizione o esperienza?
Il kensho è un'intuizione, una comprensione della realtà per come è. Le concezioni contemporanee definiscono anche il kensho come un'"esperienza". Il termine "esperienza dell'illuminazione" è tautologico per sé stesso, come dire "Il Kensho è l'esperienza del kensho".
La nozione di "esperienza" si adatta a una serie conosciuta di dicotomia: pura, immediata invece di mediata, graduale; non-cognitiva invece di cognitiva; intuitiva invece di intellettuale; irrazionale invece di razionale; ineffabile invece di discorsiva; non-proposizionale invece di proposizionale.
La nozione di "pura esperienza" (junsui kuiken) per intendere e capire il significato di kensho è stata introdotta da Kitaro Nishida nel suo Colloquio sul Bene (1911), sotto l'influenza di una "sua qualche idiosincratistica lettura della filosofia occidentale". Soprattutto William James, che scrisse The Varieties of Religious Experience.
Victor Sogen Hori, studioso giapponese, nota che Kitaro Nishida cercò, nonostante l'uso di una terminologia occidentale, di esprimere il senso di insegnamenti basilari del Buddismo Mahayana: "Egli ha preso in prestito, per esempio, il termine junsui keiken, "esperienza pura", da William James, ma successivamente arrivò a dire che, mentre per James l'esperienza individuale precedeva l'esperienza pura, per lui, l'esperienza pura era alla base di quella individuale. Questo capovolgimento di senso rese la nozione di Nishida di pura esperienza richiamasse meno la psicologia di William James e più la nozione Mahayana di sunyata".
La nozione di "esperienza" è stata criticata. 
Robert Sharf fa notare che "esperienza" è un tipico termine occidentale, che ha trovato la sua via per la religiosità asiatica attraverso influenze occidentali.
La nozione di esperienza involtre sovraenfatizza il kensho, come se fosse il solo obiettivo dell'addestramento Zen, dove per la tradizione Zen vale che "l'odore di Zen" dev'essere rimosso e l'"esperienza" del kensho dev'essere integrata nella vita quotidiana.
Nella scuola Rinzai questo addestramento post-satori include lo studio e la padronanza di grandi quantità di poesia classica cinese, che è lontana da essere "universale" e da trascendere la cultura. Al contrario, richiede un'educazione in un linguaggio specifico e in un comportamento che è regolato da specifiche e rigide norme culturali.
Enfatizzare il termine "esperienza" riduce la dialettica sofisticata della dottrina e della pratica Zen a meri concetti astratti o ad un set di tecniche intese ad inculcare questo tipo di esperienza.

## Esperienze di kensho

### Esempi classici
I testi Zen classici, come il Kao-seng-chuan ("Biografie di monaci eminenti") e l'elenco di trasmissioni chiamato La trasmissione della Lampada, il genere "yu-lu", che riporta detti di maestri, tra cui il celebre Linchi Lu (giapp: Rinzai Roku) e varie raccolte di koan contengono relazioni di "esperienze di illuminazione". Questi rapporti non sono relazioni orali di simili esperienze, ma testi finemente composti, scritti decenni o persino decadi dopo i supposti dialoghi.
Il Dentoroku, "La memoria della Trasmissione della Lampada", scritto da Keizan Jōkin 瑩山紹瑾 (1268–1325), rappresenta un esempio di questo genere. Esso contiene memorie letterarie dei patriarchi riconosciuti nel lignaggio Soto, dal Buddha Shakyamuni al successore di Dogen Koun Ejō, nei quali il kensho gioca un ruolo essenziale. I racconti non sono da prendere come resoconti letterali di risveglio, ma come documenti per legittimare la scuola di Dogen, che nei suoi primi anni vedeva un feroce conflitto interno a proposito della definizione del corretto lignaggio.
Il Dentoroku dà il seguente resoconto del risveglio di Dogen:
Sebbene nella tradizione Zen si sia riluttanti a parlare apertamente della propria esperienza del Kensho, nei testi Zen possono essere trovate anche testimonianze in prima persona. Hakuin così descrive il suo primo kensho, all'età di ventun'anni:
Sopraffatto dalla gioia, cavai dal fondo delle mie viscere, "Il vecchio Yen Tou è vivo e vegeto!" […] Dopo di ciò, comunque, diventai estremamente fiero e arrogante.»
Questo tipo di kensho non fu riconosciuto dal maestro Shoju Rojin, che sottopose ad Hakuin un ulteriore addestramento sui koan.
Hakuin ebbe invece successo con un secondo kensho, dopo il quale egli avrebbe lasciato il suo maestro.
Accadde solo quando egli ebbe 41 anni, e ottenne "la sua finale grande illuminazione"
Keido Fukushima, un abate Rinzai del XX secolo, diede la seguente descrizione:
Rimasi immobile fissando la collina. Qualche studente passeggiava e uno di loro disse qualcosa come: "guarda quel monaco pazzo!".
Alla fine ne venni fuori. La vita non fu più la stessa per me. Ero libero.»
Altre testimonianze possono essere trovate in mezzo alla letteratura Zen.
In I tre pilastri dello Zen, Philippe Kapleau fornisce dieci casi diversi di praticanti a lui contemporanei, incluso il suo con le iniziali "KP"
Altri casi famosi riportati personalmente sono quelli del kensho dello studioso Sekida, quello di Satomi, che divento uno con il mu-koan, classico tipo di kensho della Sanbo Kyodan.. 
Altrettanto famoso è il caso della monaca Maura Soshin O'Halloran, che riporta le sue testimonianze nella biografia Cuore Puro, Mente Illuminata

### Kensho "autodidatta"
Qualche volta viene testimoniato di kensho ottenuti senza l'aiuto di un maestro. Per esempio Richard Clarke, che studiò con Philip Kapleau, affermò di aver avuto un kensho spontaneo all'età di 13 anni.
Dennis Genpo Merzel riporta invece di una sua esperienza di risveglio nel 1971:
Avevo bisogno di trovare spazio, così andai via verso il deserto di Mojave per un fine settimana in campeggio di tre giorni con due amici.
Il Venerdì, scalai da solo una montagna. Non sapevo nulla di meditazione o pratiche spirituali. Ero solo seduto lì, pensando alla mia vita e quello che stava succedendo. Mi sentivo piuttosto male per la mia giovane età.
Potevo vedere il mio camper Volkswagen, la mia casa per il weekend, parcheggiata qualche miglio più in là. Ma al tempo stesso, ero consapevole che la mia casa era laggiù a Long Beach, in California. E un koan mi venne in mente naturalmente: Dov'è la casa?
Improvvisamente, ebbi una sorta di intuizione. Mi sentivo cadere, e diventai uno con il cosmo, con l'universo, con tutte le cose. Capii in quel momento che la mia casa era ovunque, e chi fossi io oltre ogni descrizione. Possiamo pure dire che ottenni la grande mente.
Da quel momento in poi la mia vita cambiò completamente»
La letteratura Zen fornisce altre numerose descrizioni di "kensho spontanei: Lo studioso Sekida indica l'esempio di una donna, di cui la "forte pressione interiore" (gidan) non ha mai cessato di bussare alla porta della sua mente, domandando di essere realizzata:
"Un giorno, quando stava per farsi un bagno, subi un particolare cambiamento. Nonostante questo sarebbe stato più tardi confermato come un kensho da un maestro, lei non aveva idea di che cosa questo significasse". 
Philip Kapleau riportò invece il caso di un uomo che ebbe un kensho, descritto da uno psicanalista come "esperienza di conversione"

## Addestramento per il kenshō
Secondo il buddhologo Ian Harris, lavorare verso il kensho rappresenta di solito un lungo processo che si protende per anni o persino decenni
 
Contrariamente, il prof. Victor Hori nota che con uno studio intenso dei koan è possibile ottenere una prima intuizione entro sei mesi di pratica. Quest'affermazione sembra trovare una conferma nell'esperienza della monaca Houn Jiyu-Kennett, che ottenne appunto in kensho dopo sei mesi di pratica in un monastero Soto
È bene ora distinguere un'esperienza di kensho dalle varie allucinazioni e lievi disturbi che possono sorgere in una pratica intensa. Essi sono definiti makyo. Distinguerli dal vero kensho è il primo compito del maestro, qualora il discepolo dovesse erroneamente convincersi di avere raggiunto un'illuminazione incontrandone uno.
È noto che l'approccio alla pratica per il kensho è differente a seconda delle tradizioni: mentre la pratica tradizionale Soto si distingue per un approccio graduale, basato su sessioni di meditazione seduta e di studi su koan poco frequenti, lasciando che l'intuizione arrivi da sé, la pratica tradizionale Rinzai è conosciuta per un uso intenso dei koan al fine di ottenere il kensho il prima possibile, per intensificare ulteriormente la pratica con uno stimolo in più.

## Casistica di addestramenti

### Nella Rinzai-shu
Nella scuola Rinzai, come già visto, il kensho è visto come indispensabile al fine di una pratica avanzata:
Nella pratica Rinzai, il praticante viene stimolato a porre sé stesso totalmente nello studio del koan attraverso ogni attività quotidiana per diventare uno con esso
La parola Kensho in questo caso viene usata per descrivere la prima breccia nello studio dei Koan

### Sōtō-shu
Nella scuola Soto sono riconosciuti due tipi di risveglio. Uno è relativo alla pratica di shikantaza,
l'"azione illuminata del Buddha nel presente". L'altro è relativo alla realizzazione di piccole tracce di comprensione, che man mano prepara la strada per una conoscenza intuitiva più profonda
Viene enfatizzato in questa circostanza il Genjo Koan o "koan di ogni giorno" che appare naturalmente nella vita quotidiana.
I praticanti non sono incoraggiati a puntare attivamente all'esperienza del kensho. Nella pratica Soto i kensho "sono lasciati accadere naturalmente, come un prodotto della pratica"

### Sanbō Kyōdan
Il kensho gioca un ruolo centrale anche nella pratica della Sanbō Kyōdan, organizzazione laica negli Stati Uniti che ebbe un ruolo decisivo nella trasmissione dello Zen negli Stati Uniti d'America.{
Yasutani roshi, maestro fondatore della Sanbo Kyodan ed allievo del maestro Soto eclettico Harada Daiun Sogaku, ed era deluso per la perdita di interesse nella pratica per il kensho nella sua tradizione, e trasmise quindi l'enfasi per un addestramento sui koan simile a quello della scuola Rinzai, sull'esempio del suo maestro in Giappone
Anche sul celebre I tre pilastri dello Zen di Philip Kapleau, discepolo occidentale di Yasutani roshi, è raccolta una grande quantità di relazioni di kensho.

## Pratica dopo il kenshō
La pratica Zen chiaramente non finisce con il kensho, ma comincia nuovamente in maniera più matura, continuando ad approfondire le intuizioni che la pratica fornisce e a trovarle ed esprimerle nella vita quotidiana.
Secondo il maestro Chan contemporaneo Sheng Zen:
Secondo la maestra contemporanea inglese Hoen Jiyu-Kennett:
Per approfondire l'iniziale intuizione derivata dal kensho, sono necessari shikantaza e studio dei koan. 
La traiettoria che deriva dall'approfondimento iniziale seguito da un approfondimento e da una maturazione graduali, è espressa dal grande patriarca Línjì Yìxuán (giapp. Rinzai Gigen) nel suo Tre porte misteriose, nelle Quattro Vie della Conoscenza di Hakuin Ekaku e nelle Dieci Immagini del Bue di Mumon, che mostrano i passi successivi della Via buddista per la Liberazione.

### Seitai choyo
Un ulteriore nome per la pratica successiva ad un risveglio totale, invece, è seitai choyo, la "lunga nutrizione del sacro feto"
Secondo lo studioso Kraft, una delle prime espressioni di questo termine è da trovare in una traduzione cinese del V secolo D.C. del Prajnaparamitra Sutra sui sovrani benevolenti che proteggono il paese.
 
Nei testi Chan, invece, il termine è usato per la prima volta da Mazu (giapp. Baso Doitsu, 709-788), e fu introdotto in Giappone da Dogen, che lo apprese a sua volta dal suo maestro T'ien t'ung Ju-ching (1163-1228).
Secondo Spiegelberg:
Così, per decenni, molti zenisti, dopo il loro risveglio, andarono tra la gente, vivendo tra i mendicanti e conducendo un'esistenza di duro lavoro fisico. In questo modo venne provato se la verità ricevuta fosse o meno un valore permanente, o se sarebbe svanita tra gli affari del mondo.»
Durante l'era Tang, il termine venne associato con l'ideale del monaco di clausura che lascia il mondo.
Venne preso come modello un periodo di "vent'anni", riecheggiando una storia dal Sutra del Loto riguardo a un figlio prodigo che aveva vagato in povertà per vent'anni prima di ritornare a casa.
Questo tipo di periodo viene trovato citato varie volte nella tradizione Chan, per esempio Linji, conosciuto per aver praticato sotto Huang-Po per venti anni e Daito Kokushi, fondatore del Daitoku-ji, famoso per aver speso vent'anni vivendo sotto un ponte con dei vagabondi.

### Coltivare la bodhicitta
Secondo Hakuin, l'obiettivo principale della pratica successiva al satori (gogo no shugyo o kojo, "andare oltre" è quello di sviluppare la Bodhicitta o "Mente dell'Illminazione" "beneficiare gli altri donando loro gli insegnamenti del Dharma" 
Secondo il maestro Yamada Koun, erede di Yasutani Roshi, "se non riesci a soffrire con una persona che sta piangendo, non è kensho" e secondo lo studioso Barry: "la pratica successiva al satori per Hakuin consiste nel cessare finalmente di essere preoccupati della propria condizione personale e del proprio ottenimento e di dedicare sé stessi e la propria pratica ad aiutare ed insegnare agli altri. Finalmente, ci si rende conto che la vera illuminazione consiste in una pratica senza fine e nell'agire compassionevolmente, non qualcosa che arriva una volta per tutte in un grande momento seduti su un cuscino.

## Intuizione improvvisa, o subitismo
Il kensho viene descritto come un'intuizione improvvisa, sull'interazione con qualcuno, grazie all'ascolto o alla lettura di una qualche frase significativa, o alla percezione di un suono o di una situazione inaspettata
L'idea di "intuizione improvvisa" è stata dibattuta accesamente fin dall'inizio della storia dello Zen. Divenne persino parte della narrativa Zen nel VII secolo d.C.
Jinul Chinul, un maestro Seon coreano del XII secolo, metteva in evidenza la natura improvvisa dell'intuizione della vera natura, che dev'essere seguita da una pratica per approfondire la vistione e ottenere la piena realizzazione. Il maestro coreano contemporaneo Seongcherol oppose a questo il detto "improvvisa illuminazione, improvvisa coltivazione".
Ma Hoan Jiyu-Kennett, una maestra Zen contemporanea, avverte che ottenere il kensho non significa essere liberi dal seguire una moralità, le leggi del karma, o dal vigilare sulle conseguenze di un'azione.. Questo avvertimento è riflesso nel Koan della Volpe Selvaggia.

## Mushi-dokugo e mushi-dokkaku
Il kensho si definisce Mushi-dokugo se ottenuto con l'aiuto di un maestro o Mushi-dokkaku, se ottenuto con il frutto di un lavoro individuale, simile - ma non identica - alla figura del pratyeka-buddha.
Nonostante il significato letterale di entrambi sia "illuminato da se stesso", l'enfasi nello Zen, usando questi termini, rimane nella fiducia ultima nella propria visione, invece che all'autorità di un maestro. 
Il Maestro Shin'Ichi Hisamatsu afferma:

## Affinità con altre tradizioni
Anche se il termine giapponese "kensho" è generalmente usato da praticanti del buddismo Zen, l'esperienza a cui esso si riferisce non è limitata a questa tradizione giapponese, o al buddismo in generale.

### Buddismo Theravada
Il Buddismo Theravada, conosciuto maggiormente in Occidente grazie al lavoro dei grandi maestri del Sangha della Foresta e del Vipassana movement, distingue quattro fasi di illuminazione, in cui il Nirvana è raggiunto attraverso quattro gradi di intuizioni uno di seguito all'altro.

### Dzogchen
La scuola mistica Dzogchen del buddismo Vajrazana afferma che la natura definitiva di tutti gli esseri senzienti è pura, omnicomprensiva, naturale consapevolezza, o attenzione eterna agli accadimenti naturali. Quest'attenzione intrinseca non ha forma da sé stessa, e tuttavia è in grado di percepire, esperire, riflettere o esprimere tutte le forme. Essa agisce senza essere affetta dalle forme relative in ogni via definitiva e permanente. L'analogia fornita da maestri Dzogchen riflette che la natura dell'uno è come uno specchio che riflette l'apertura completa ai fenomeni, pur non essendo attaccata a ciò che riflette. Nel buddismo tibetano viene definita Rigpa la conoscenza che segue il riconoscimento di questo tipo di chiarezza, che non può essere trovata da una ricerca intellettuale né identificata. Il praticante, in questo modo, può conoscere che esiste una libertà primordiale dall'attaccamento della propria mente.

### Advaita Vedānta
Nell'Advaita Vedānta, antica tradizione interna alla religione indiana, moksha è ottenuta dalla conoscenza intuitiva, jñāna. Tra i testi del filosofo Adi Shankara l'intuizione sintetica, samādhi è usata come aiuto per questo obiettivo.
Swami Vivekananda insiste sull'esperienza del nirvikalpa samadhi come un modo per dimostrare la validità della conoscenza trascendentale della religione.

### Fonti intormatiche
1. ↑  Denshi Jisho — Online Japanese dictionary
2. ↑  Japanischer Buddhismus in Amerika. Chronik Ab 1970
3. ↑  Big Mind: An Interview with Genpo Roshi Archiviato il 1º luglio 2014 in Internet Archive.

### Approfondimenti
Rinzai
- (EN) Albert Low, Keosho. The Four Ways of Knowing, Boston & London, Shambhala, 2006.
- (EN) Victor Sogen Hori, The Steps of Koan Practice, in John Daido Loori e Thomas Yuho Kirchner (a cura di), Sitting With Koans: Essential Writings on Zen Koan Introspection, Wisdom Publications, 2006.
- (EN) Yamada Mumon, Lectures On The Ten Oxherding Pictures, University of Hawaii Press, 2004.

Soto
- (EN) Dogen, Rules for Meditation (Fukanzazengi) (PDF), year unknown.
- (EN) Dogen, Enlightenment Unfolds. The Essential Teachings of Zen Master Dogen, Shambhala Publications, 2000.

Sanbo Kyodan
- (EN) Hakuyu Taizan Maezumi e Bernie Glassman, The Hazy Moon of Enlightenment: Part of the On Zen Practice Series, Wisdom Publications, 2007.

Critical
- (EN) Robert H. Sharf, Buddhist Modernism and the Rhetoric of Meditative Experience (PDF), in Numen, vol. 42, 1995. URL consultato il 21 febbraio 2015 (archiviato dall'url originale il 6 settembre 2019).
- (EN) Stuart Lachs, Coming Down from the Zen Clouds: A Critique of the Current State of American Zen, su thezensite.com. URL consultato il 14 febbraio 2020 (archiviato dall'url originale il 3 giugno 2015). An attempt at demythologizing Zen-practice, emphasizing the integration into daily life.